# Jean-Dominique Cassini, conde de Cassini
Jean Dominique Comte de Cassini (Paris, 30 de junho de 1748 — Thury, 18 de outubro de 1845) foi um astrónomo, geodesista e cartógrafo francês, último da dinastia dos quatro Cassini, também chamado Cassini IV.
Jean Dominique era aluno do físico francês Jean Antoine Nollet (1700-1770). Em 1779 foi membro da Academia de Ciência da França e em 1784 diretor do Observatório Astronômico de Paris. Jean Dominique finalizou os trabalhos do mapeamento da França iniciados por seu pai César F. Cassini. Junto com Adrien-Marie Legendre e Pierre Méchain, Cassini trabalhou em 1787 com a triangulação entre Londres e Paris. Durante a Revolução Francesa foi preso por sete meses e reabilitado em 1804 por Napoleão Bonaparte.
Seu filho Alexandre Henri Gabriel de Cassini foi um botânico de renome.